# Abborrgölen (Vissefjärda socken, Småland, 627004-149286)
Abborrgölen är en sjö i Emmaboda kommun i Småland och ingår i Hagbyåns huvudavrinningsområde.